# Green Mountain Falls
Green Mountain Falls est une ville américaine située dans les comtés d'El Paso et de Teller, dans le Colorado.
Selon le recensement de 2010, Green Mountain Falls compte 640 habitants. La municipalité s'étend sur 1,07 milles carrés (2,77 km2). L'essentiel de la ville se trouve dans le comté d'El Paso : 612 habitants et 0,71 milles carrés (1,84 km2).
La ville doit son nom à des chutes d'eau (falls) qui descendent d'une montagne verte (Green Moutain).

## Démographie
| 1900 | 1910 | 1920 | 1930 | 1940 | 1950 |
| ---- | ---- | ---- | ---- | ---- | ---- |
| 40   | 30   | 100  | 41   | 87   | 106  |

| 1960 | 1970 | 1980 | 1990 | 2000 | 2010 |
| ---- | ---- | ---- | ---- | ---- | ---- |
| 179  | 359  | 607  | 663  | 773  | 640  |